# 栄町 (高崎市)
栄町（さかえちょう）は、群馬県高崎市の地名。郵便番号は370-0841。面積は0.28km2(2012年現在)

## 地理
烏川中流域に位置している。高崎駅前の中心部である。

### 河川
- 烏川

## 歴史
1960年からある地名である。もとは新後閑町、和田多中町、下和田町、岩押町の一部であった。

### 年表
- 1960年（昭和35年） 新後閑町、和田多中町、下和田町、岩押町の各一部が合併し成立した。
- 1973年（昭和48年） 一部が双葉町となり、同時に北双葉町、新後閑町、岩押町、八島町、下和田町の一部を編入する。
- 1982年（昭和57年）3月1日 高崎駅の新駅舎が完成し、当町に東口が完成する。
- 2010年（平成22年）12月12日 同町にある高崎駅東口前のペデストリアンデッキの工事が完了する。

## 世帯数と人口
2017年（平成29年）8月31日現在の世帯数と人口は以下の通りである。
| 町丁 | 世帯数  | 人口    |
| ---- | ------- | ------- |
| 栄町 | 713世帯 | 1,449人 |

## 小・中学校の学区
市立小・中学校に通う場合、学区は以下の通りとなる。
| 番地・地区 | 小学校             | 中学校             |
| ---------- | ------------------ | ------------------ |
| 八島第3    | 高崎市立南小学校   | 高崎市立高松中学校 |
| その他     | 高崎市立城東小学校 | 高崎市立佐野中学校 |

## 交通

### 鉄道
当町に鉄道駅はないが、高崎駅東口が当町にある。

### 道路
国道は通っていない。県道は群馬県道12号前橋高崎線、群馬県道24号高崎伊勢崎線が通っている。

## 施設
- 高崎タワー21・高崎市タワー美術館
- ヤマダデンキLABI1 LIFE SELECT高崎（ヤマダホールディングス、ヤマダデンキ本社）
- 高崎芸術劇場
- 東日本旅客鉄道高崎支社
- 国土交通省関東地方整備局高崎河川国道事務所
- 高崎年金事務所国民年金課
- 太陽誘電高崎グローバルセンター（栄町8-1）[7]
- 原地所第2ビル（栄町4-11）[8] - 竹中工務店[9]や富士電機[10]などの営業所が入所。

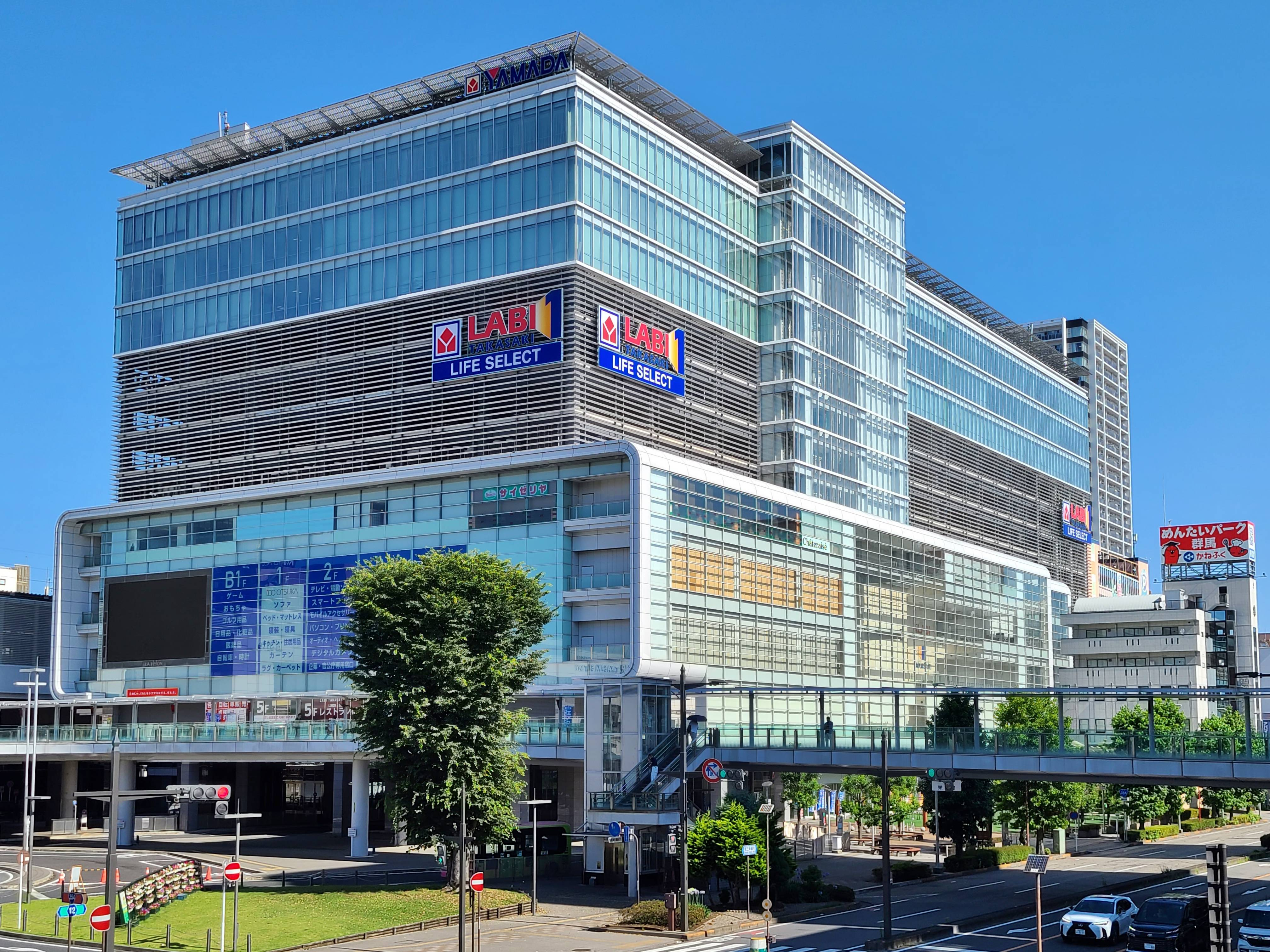
ヤマダデンキLABI1 LIFE SELECT高崎
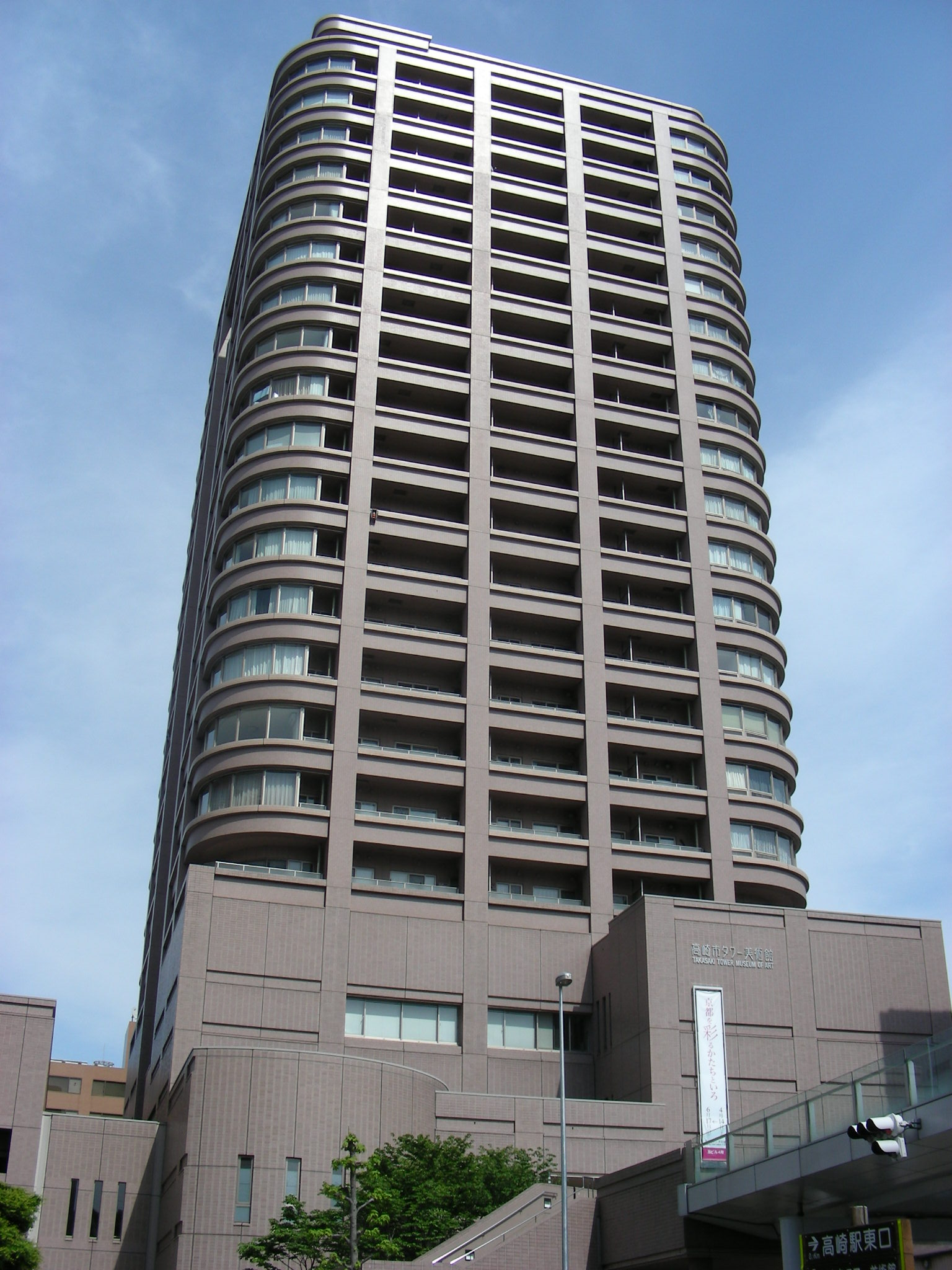
高崎タワー21
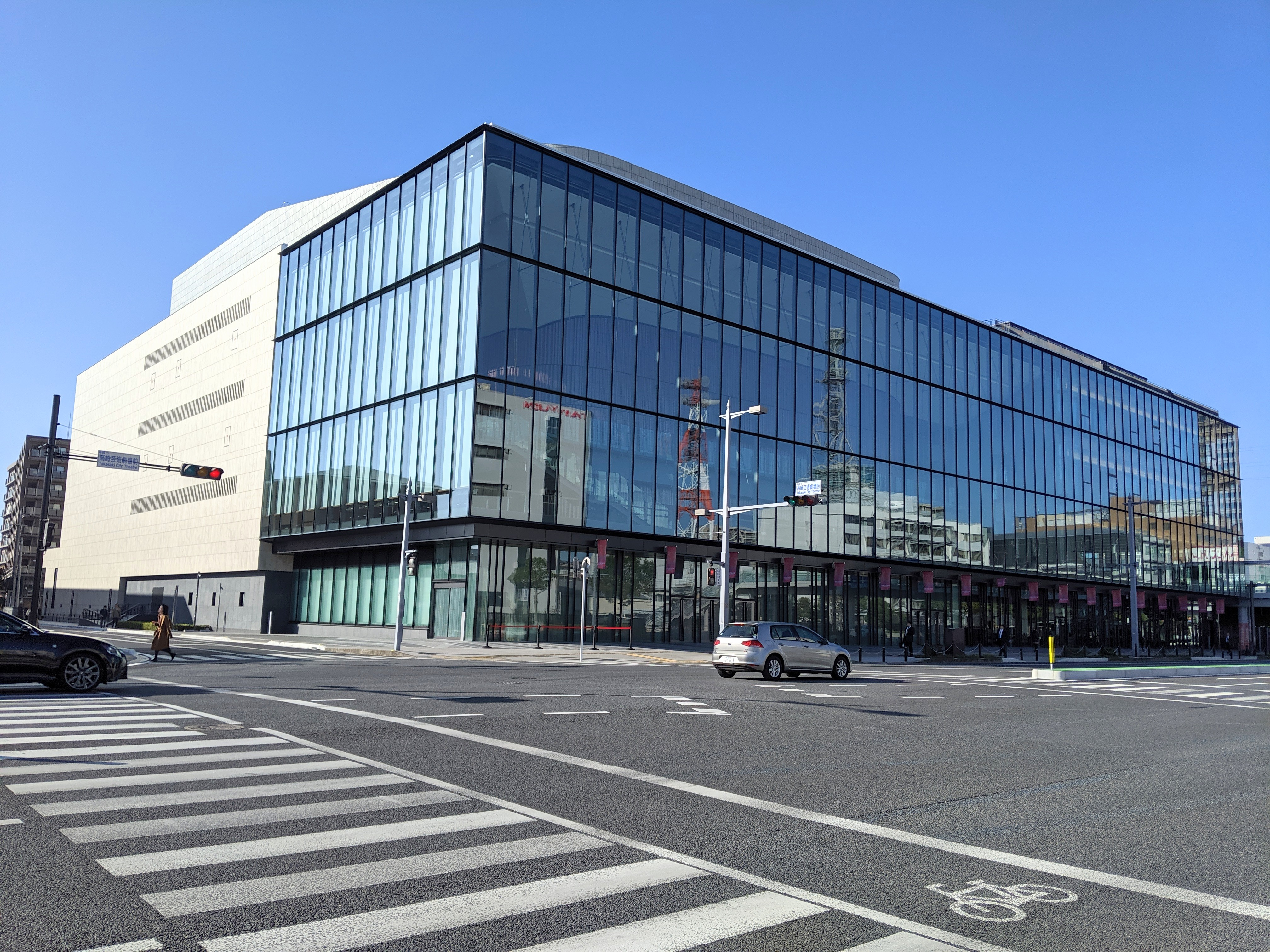
高崎芸術劇場
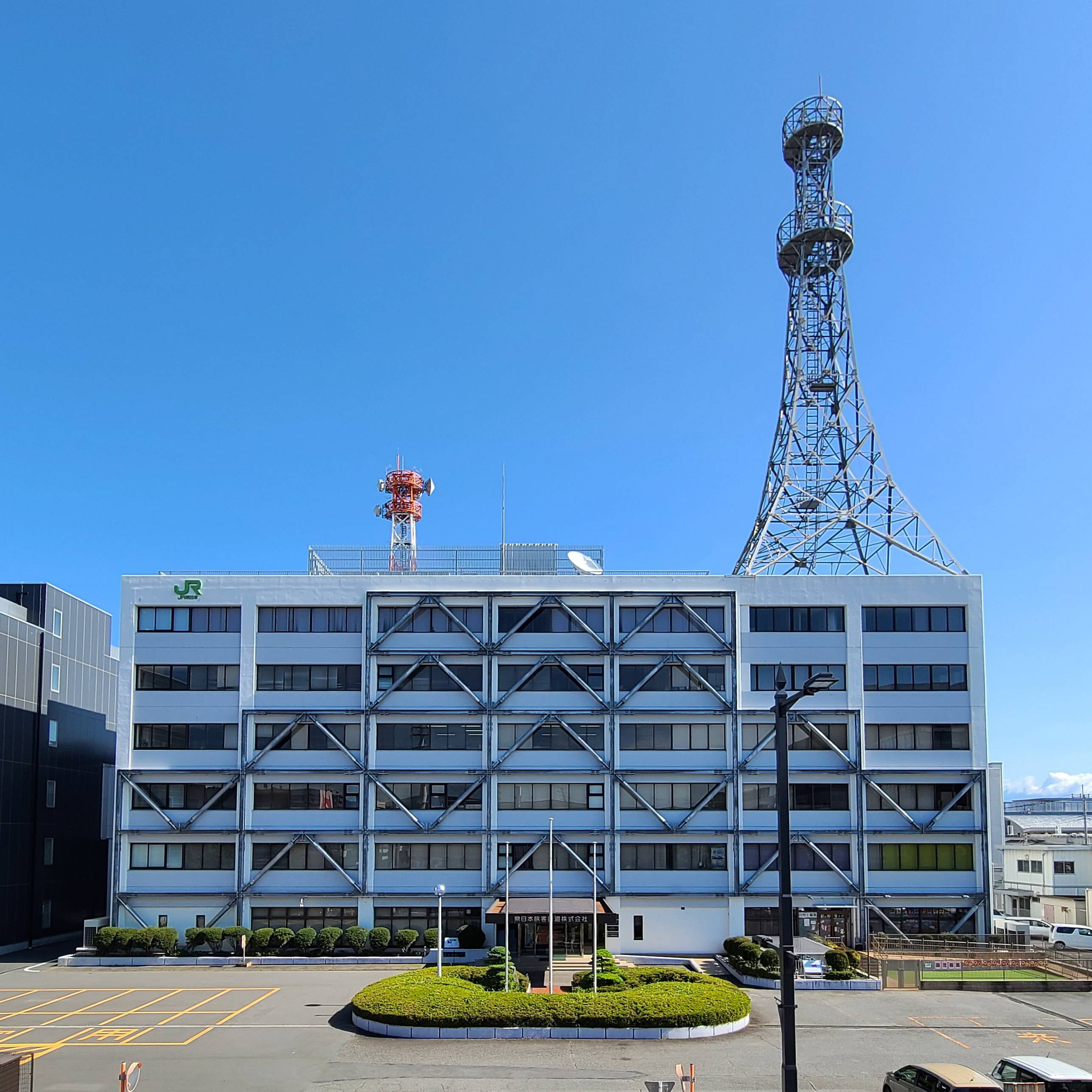
JR東日本高崎支社
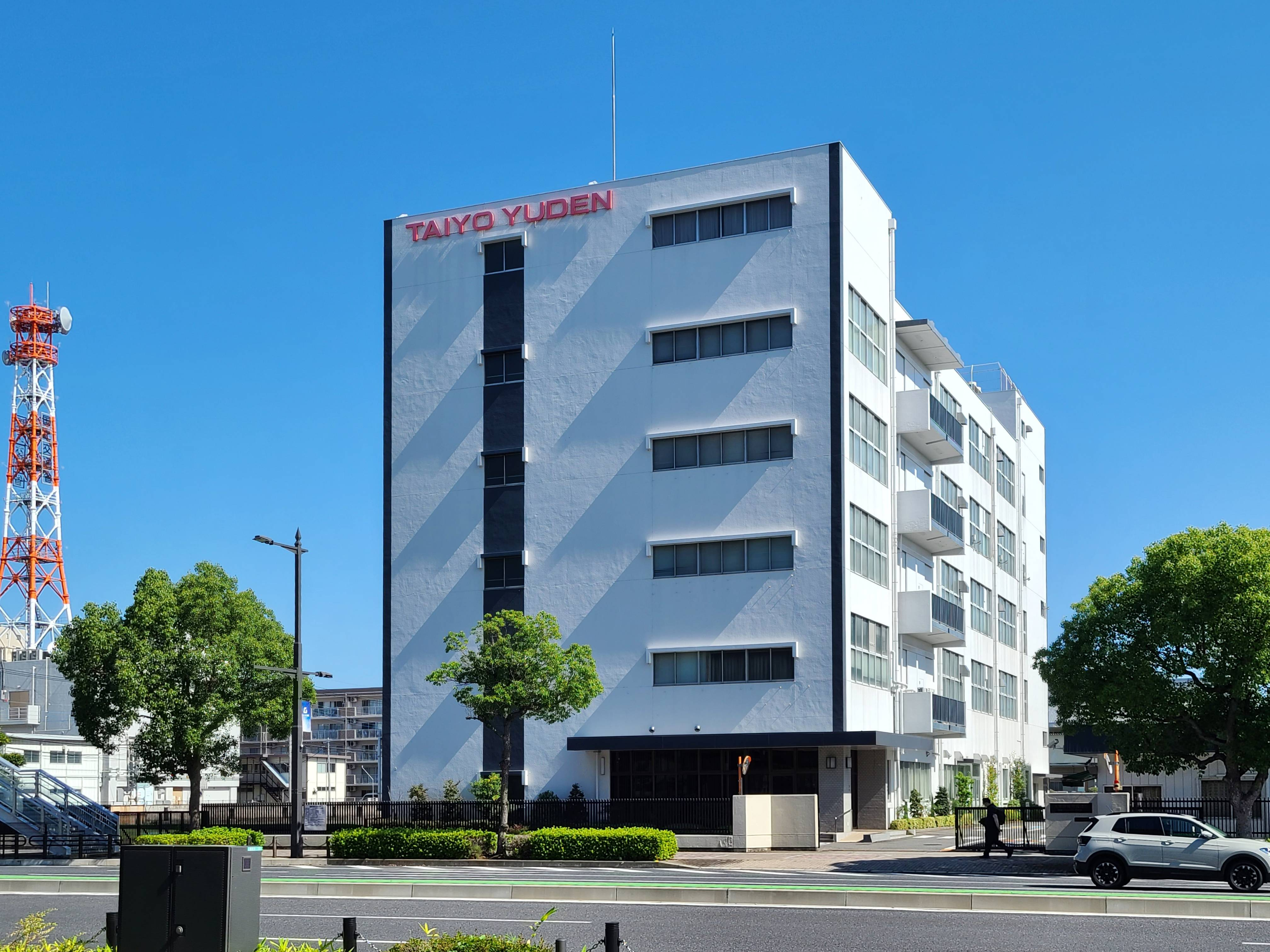
太陽誘電高崎グローバルセンター
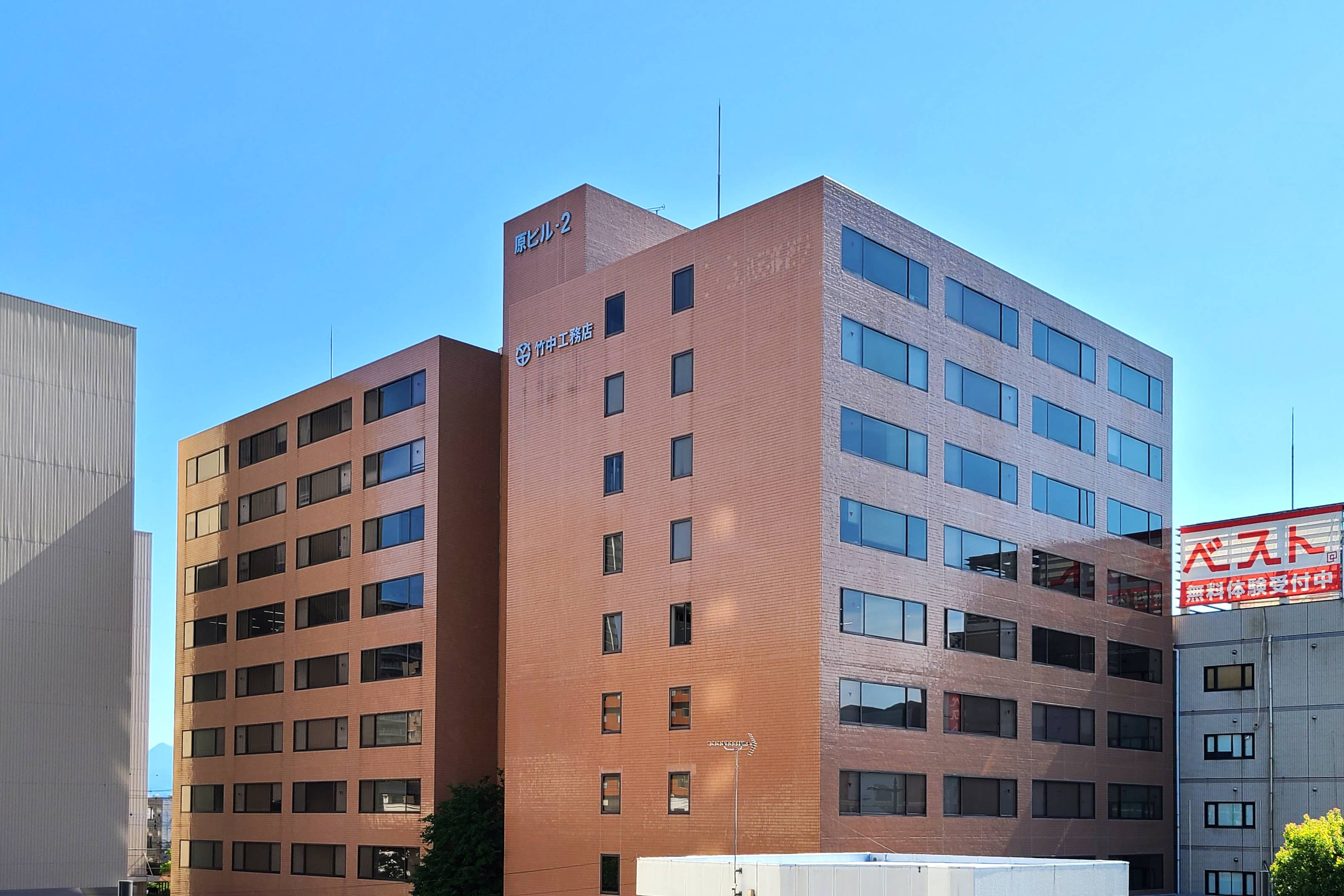
原地所第2ビル